# ببتو د فریتاس
پائولو روبرتو د فریتاس (انگلیسی: Paulo Roberto de Freitas؛ زادهٔ ۱۵ ژانویهٔ ۱۹۵۰) شناخته شده به عنوان ببتو بازیکن سابق، مدیر و مربی فعلی فوتبال و والیبال اهل برزیل است. ببتو از سال‌های ۱۹۸۴ تا ۱۹۹۸ سرمربی گری تیم‌های ملی برزیل و ایتالیا و باشگاه پارما را برعهده داشت. ببتو از سال ۲۰۰۳ تا ۲۰۰۸ رئیس باشگاه بوتافوگو و از سال ۱۹۹۹ تا ۲۰۰۱ مدیر اجرایی باشگاه اتلتیکو مینیرو بود.

## والیبال

### بازیکن
بتو د فریتاس یکی از مهم‌ترین بازیکنان باشگاه والیبال بوتافوگو بود و با کسب یازده قهرمانی سوپر لیگ برزیل از سال ۱۹۶۵ تا ۱۹۷۵ جزو پرافتخارترین بازیکنان لیگ برزیل حساب می‌شود. ببتو در سال ۱۹۷۶ نیز عضو تیم ملی والیبال برزیل در بازی‌های المپیک مونترال بود.

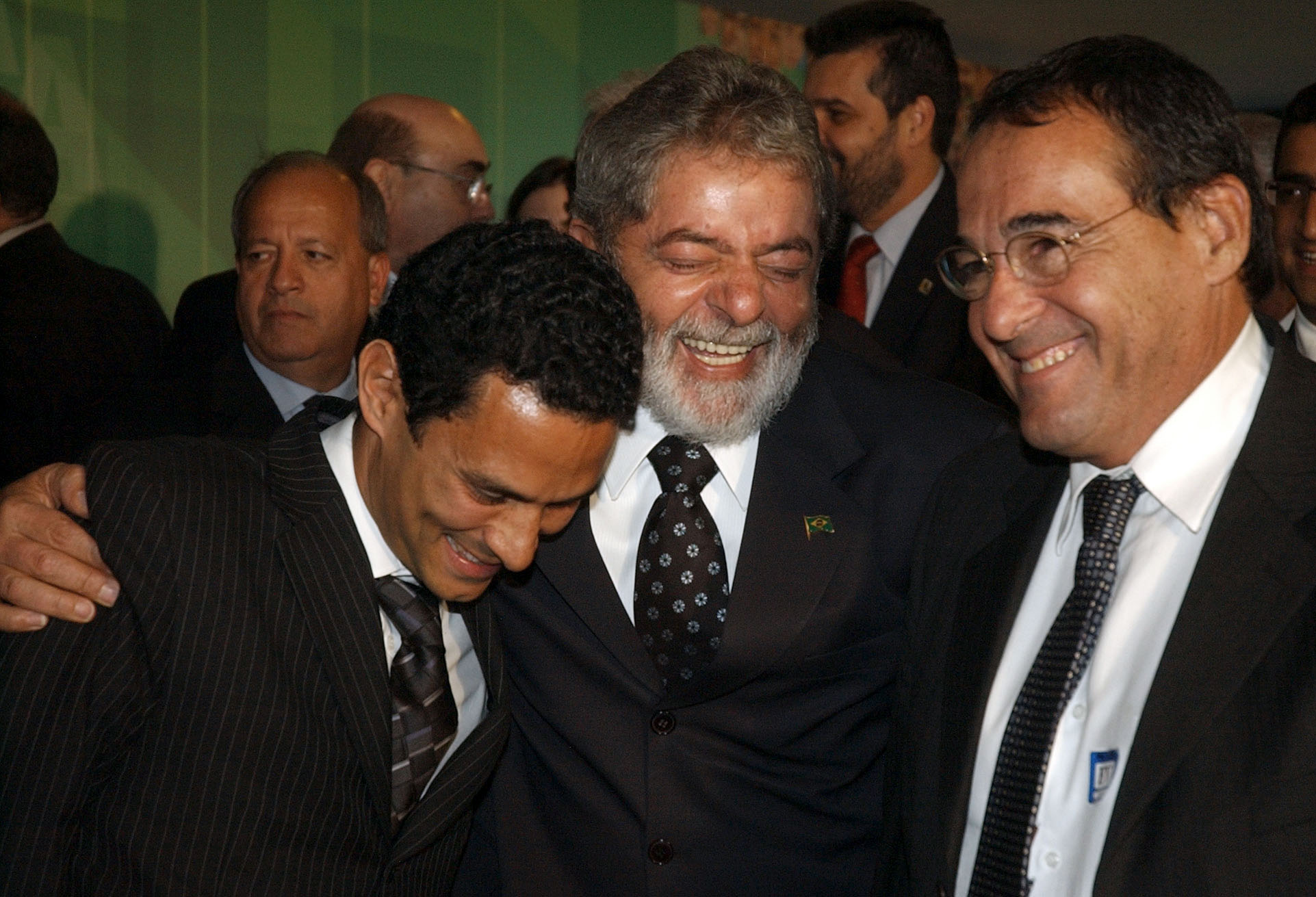
تولیو لوستوسا سیکساس پینیرو، لوئیس ایناسیو لولا دا سیلوا و ببتو

### مربی
ببتو یکی از مربیان صاحب سبک یکی از نسل‌های بزرگ والیبال برزیل بود که در سال ۱۹۸۴ در بازی‌های المپیک لس آنجلس تیم ملی برزیل را با هدایت خود به مدال نقره رساند و تا سال ۱۹۸۸ سرمربی برزیل بود. او پس از موفقیت بزرگ خود در المپیک از سال ۱۹۹۰ تا ۱۹۹۵ هدایت پارما را بر عهده داشت و توانست سه قهرمانی سری آ در سال‌های ۱۹۹۰، ۱۹۹۲، ۱۹۹۳ به دست آورد. همچنین قهرمانی سوپر جام اروپا، چلنج کاپ اروپا و سوپر جام اروپا از دیگر دست‌آوردها او در پارما به شمار می‌آید. ببتو در ادامه سرمربی گری تیم ملی ایتالیا را عهده‌دار شد و از سال ۱۹۹۶ تا ۱۹۹۸ هدایت چکمه پوش‌ها را بر عده داشت و توانست در گام اول ایتالیا را قهرمان اروپا کند و همچنین در سال آخر حضور خود خوش درخشید و یک مدال طلا لیگ جهانی و یک مدال طلا قهرمانی جهان ۱۹۹۸ را با هدایت خود برای ایتالیا به دست آورد. علاوه بر این، ببتو از ۱۹۸۱ تا ۱۹۸۴ مربی تیم والیبال مدرسه نیروی دریایی برزیل بود.

## مدیریت

### اتلتیکو مینیرو
ببتو از سال ۱۹۹۹ تا ۲۰۰۱ مدیر اجرایی باشگاه اتلتیکو مینیرو بود و توانست با نظرها و ایده‌های خود این تیم را به سمت جلو پیش برد و مینیرو دو بار قهرمان لیگ برتر فوتبال برزیل شد.

### بوتافوگو
ببتو پس از حضور در مینیرو در سال ۲۰۰۳ به ریاست باشگاه بوتافوگو در آمد و تا سال ۲۰۰۸ در این سمت باقی ماند. او برای مدت سه سال بین سال‌های ۲۰۰۳ و ۲۰۰۵ یک فرایند و ساختار را به باشگاه اضافه نمود و باعث تحول گشت. در مدت ریاست او بوتافوگو یک بار قهرمان تورنمنت جایزه ریو، یک دوره قهرمان جام کارناوال و یک دوره برنده تورنمنت سائو پائولو شد.

## شخصی
هلنو دی فریتاس پسر عمو مادر او و جان سالدانا پسر عموی خود او است.